# Trien de Haan-Zwagerman
Trijntje (Trien) de Haan-Zwagerman (Hauwert, 3 april 1891 – Hoorn, 14 februari 1986) was een Nederlandse activiste, feministe en politica, actief voor de Revolutionair-Socialistische Partij (1929–1935) en de Revolutionair-Socialistische Arbeiderspartij (1935–1940). Op latere leeftijd was ze lid van de Pacifistisch Socialistische Partij.

## Levensloop
Trien de Haan-Zwagerman werd geboren als dochter van Arend Zwagerman, boerenarbeider, en Maartje Jonkerman. Ze had vijf zussen en één broer en groeide op in een arm gezin in Hauwert in West-Friesland. Vermoedelijk ontmoette De Haan-Zwagerman haar latere echtgenoot Bartele Boele (Bart) de Haan (1891-1967) op de kermis in West-Friesland. In 1912 of 1913 werd ze verliefd op de smidszoon uit Leeuwarden, die net als De Haan-Zwagerman in een arm gezin was opgegroeid. De Haan was al op jonge leeftijd actief in de Sociaal-Democratische Arbeiderspartij (SDAP) en in de linkse vakfederatie Nationaal-Arbeidssecretariaat (NAS). Op 3 augustus 1913 verloofde het stel en het huwelijk vond plaats op 15 november 1916. In januari 1917 vertrok De Haan-Zwagerman naar Leeuwarden om daar samen met haar echtgenoot te wonen. Hun eerste dochter, Attje (Attie) Marie, werd geboren op 13 april 1918. In Leeuwarden maakte De Haan-Zwagerman kennis met de stedelijke armoede en bekeerde ze zich tot het socialisme. Heimwee naar West-Friesland en een baan voor De Haan bij het Gemeentelijk Gasbedrijf zorgden ervoor dat het gezin in 1924 naar Hoorn verhuisde. Kort daarna, op 15 februari 1925, beviel De Haan-Zwagerman van Neeltje, een tweede dochter. Zij overleed een jaar na de geboorte aan de mazelen. De Haan-Zwagerman beviel op 28 mei 1927 opnieuw van een dochter, die ook Neeltje (roepnaam: Nellie) werd genoemd. 
Na de geboorte van haar tweede kind werd De Haan-Zwagerman politiek actief. Samen met haar man werd ze lid van de Revolutionair-Socialistische Partij (RSP, later Revolutionair-Socialistische Arbeiderspartij), een anti-stalinistische afsplitsing van de Communistische Partij. De partij onder leiding van de bekende revolutionair Henk Sneevliet, die De Haan-Zwagerman in Leeuwarden had leren kennen, zette zich af tegen de Communistische Partij Holland (CPH) en de SDAP. Zij beschouwde zichzelf als de voorvechter van het ware socialisme. De RSP streefde naar een klasseloze maatschappij en gemeenschappelijk bezit van grond en productiemiddelen. De Haan-Zwagerman volgde door de partij georganiseerde cursussen voor politieke vorming, omdat zij zoals veel aanhangers geen opleiding had genoten. Zij kreeg onder anderen les van Henriette Roland Holst. Als eerste vrouw werd de Haan-Zwagerman in 1931 gekozen in het partijbestuur en stelde ze zich verkiesbaar voor landelijke en provinciale verkiezingen. Ze streefde naar gelijkwaardigheid van de vrouw en verzette zich tegen de gangbare huwelijkspraktijk en seksuele moraal die de man veel meer vrijheid gaf dan de vrouw. Daarnaast was ze ervan overtuigd dat de weg naar bevrijding en gelijkwaardigheid van de vrouw niet alleen een juridische, maar ook een economische strijd was. Hiermee onderscheidde ze zich van het 'burgerlijk' feminisme, zoals Aletta Jacobs dat bijvoorbeeld propageerde. In de jaren twintig groeide De Haan-Zwagerman uit tot vertrouwelinge van RSP-leider Henk Sneevliet. Met hem stond ze regelmatig op grote podia om het feministisch-socialistische vrouwenstandpunt uit te dragen. Ze was een fel activiste en organiseerde onder andere de grote staking bij de werkverschaffing in de Wieringermeer in 1936.  
In 1929 was De Haan-Zwagerman een van de oprichters van de NAS Vrouwenbond, waarvoor ze ook de eindredactie voerde van het orgaan De Vrouwenkrant. De vrouwenbond was een revolutionair-socialistische vereniging voor vrouwen en had de ontwikkeling van de vrouw tot doel. De Revolutionair Socialistische Vrouwenbond (RSVB) werd gezien als de voorloper van deze nieuwe bond, die geïnitieerd werd omdat de RSVB te communistisch dreigde te worden. De Haan-Zwagerman nam plaats in het hoofdbestuur van de NAS Vrouwenbond, haar eerste officiële bestuursfunctie. Steeds meer raakte ze ervan overtuigd dat de gelijke positie van de vrouw een voorwaarde was om de socialistische samenleving te vestigen en niet een logisch gevolg als die samenleving er eenmaal was, zoals eerdere socialisten hadden beweerd. De bond telde nog geen leden en ging met de toenemende economische recessie in oktober 1935 ten onder.
In deze periode had ze tevens een nieuwe maatschappelijke taak op zich genomen: het verspreiden van het nieuw-malthusiaanse gedachtegoed. De nieuw-malthusianen streefden naar het bevorderen van geboorteregeling. In 1933 startte De Haan-Zwagerman de  Hoornse afdeling van de Nieuw-Malthusiaanse Bond (NMB). Twee jaar later vestigde ze een NMB-inlichtingenbureau voor geboorteregeling en voorlichting. Het Hoornse bureau diende tevens als hulpverleningscentrum voor geheel West-Friesland. De hulpverlening bestond uit geneeskundig onderzoek voor het huwelijk, huwelijksmoeilijkheden, advies inzake het geslachtsleven, geboortebevordering, zwangerschapsdiagnose en geboortebeperking zoals het plaatsen van pessariums door een deskundig medewerkster uit Amsterdam. De middelen die werden verstrekt waren condooms, pessariums, baarmoederkapjes en bijbehorende pasta. Een jaar na de opening van het bureau werd De Haan-Zwagerman gekozen in het hoofdbestuur van de NMB. 
In maart 1935 fuseerden de RSP en de Onafhankelijke Socialistische Partij (OSP), om de linkse krachten te bundelen. De Haan-Zwagerman kwam niet meteen in het partijbestuur maar bleef wel nauw samenwerken met Henk Sneevliet. In 1937 kwam zij alsnog in het bestuur. De uitslagen van de verkiezingen voor de Tweede Kamer waren teleurstellend voor de partij. Sneevliet verloor na vier jaar de enige Kamerzetel. Het roer moest om, er werden Comités voor Strijd en Solidariteit (LCSS) opgericht, die actievoeren als beste methode zagen. De Haan-Zwagerman richtte het LCSS-comité in Hoorn op.  
Al snel na de overgave van Nederland werd op 20 juli 1940 de RSAP verboden. De leiding van de RSAP besloot over te gaan tot ondergronds verzet. De illegale verzetsorganisatie, vermoedelijk de eerste in Nederland, kreeg een nieuwe naam: het Marx-Lenin-Luxemburg Front (MLL-Front). De Haan-Zwagerman behoorde tot de Centrale Leiding van de organisatie. Ze verspreidde onder meer de illegale bladen Spartacus, officieel orgaan van MML-Front, en De Vonk. Daarnaast hield ze zich bezig met het vervalsen van persoonsbewijzen en het regelen van onderduikadressen in Hoorn en het achterland. Als gevolg van de Duitse bezetting werd in 1940 de NMB opgeheven en het bureau in Hoorn gesloten. Het nieuw-malthusianisme stond haaks op de traditionele gezinspolitiek van het nationaalsocialistische Duitsland. Eind februari 1942 werd de centrale organisatie van het MLL-Front opgerold. Ook De Haan-Zwagerman werd gearresteerd en overgebracht naar de Krententuin, de gevangenis op het Oostereiland in Hoorn. De volgende dag werd ze via Amsterdam Centraal naar het hoofdkwartier van de Sicherheitsdienst in Amsterdam-Zuid vervoerd. Na het opmaken van proces-verbaal werd ze vastgezet in het Huis van Bewaring II. Terwijl de mannelijke leden van de verzetsorganisatie in april 1942 werden gefusilleerd, kreeg De Haan-Zwagerman vijftien jaar tuchthuisstraf opgelegd. Via het Oranjehotel in Scheveningen werd ze op 21 juli 1942 op transport gesteld en gedeporteerd naar concentratiekamp Ravensbrück. Ondanks lichamelijke gebreken wist ze te overleven. In het kamp schreef ze gedichten over het kampleven, waarvan een aantal bewaard zijn gebleven. Haar eveneens geïnterneerde schoonmoeder Wieke Bosch overleefde het kamp niet. Op 22 april 1945 werd De Haan-Zwagerman met een groot aantal vrouwen bevrijd door het Zweedse Rode Kruis. 
Na terugkomst uit Zweden hield De Haan-Zwagerman voordrachten in West-Friesland over haar ervaringen in het kamp. De wederopbouw van de RSAP, die uiteindelijk niet zou slagen, liet zij aan zich voorbijgaan. Wel werd ze op gemeentelijk niveau politiek actief en kwam ze in de aanloop naar de gemeenteraadsverkiezingen in 1946 met een eigen lijst: de Onafhankelijke Links Socialisten. Door een late breuk met de communisten, met wie zij een lijstverbinding was aangegaan, slaagde ze er niet in een zetel te bemachtigen. Ook heropende ze na thuiskomst haar inlichtingenbureau voor geboorteregeling en voorbehoedsmiddelen in november 1945, dat ze tot 1963 zou beheren. In 1946 werd ze bovendien gekozen in het bestuur van de nieuwe organisatie, de Nederlandse Vereniging voor Seksuele Hervorming (NVSH). In 1957 werd ze benoemd tot erelid van deze vereniging. Het actieve leven dat ze voor de oorlog had, kon ze na de bevrijding niet voortzetten. Ze had last van het 'kampsyndroom', wat men tegenwoordig zou omschrijven als PTSS, en dat uitte zich in in zenuwspanning, slapeloosheid, nachtmerries en angstaanvallen. Ondanks een evidente diagnose zag ze lange tijd een verzetsuitkering en later verzetspensioen aan zich voorbijgaan, naar alle waarschijnlijkheid wegens haar linkssocialistische opvattingen. In februari 1958 schreven De Haan-Zwagerman en haar echtgenoot zich in als partijlid van de Pacifistisch Socialistische Partij (PSP). Kort daarna waren ze beiden betrokken bij de oprichting van de PSP-afdeling in Hoorn. Ze bleef tot haar dood lid van deze partij en was tot op hoge leeftijd maatschappelijk en politiek betrokken. De Haan-Zwagerman stierf op 14 februari 1986 in een verzorgingshuis in Hoorn.

## Websites
- Website over Trien de Haan-Zwagerman

- Biografisch Portaal: 31999964
- Gemeinsame Normdatei: 1159789223
- Virtual International Authority File: 220151246558044130053
- WorldCat: E39PBJjRTJVy8Y67VDhMFgBF8C